# UV-Prüfgerät
Das UV-Prüfgerät (UV = Ultraviolettstrahlung) wird zum Analysieren einer Photolumineszenz eingesetzt.

## Unterscheidung anhand der Lumineszenz
Lumineszenzen finden sich auf Banknoten, Briefmarken, sowie Dokumenten und Ausweisen (Personalausweis, Reisepass, Führerschein). Diese werden zur Automatisierung sowie auch zum Schutz gegen Fälschungen verwendet. Unterschieden wird diese Art Lumineszenz mit jeweils speziellen UV-Prüfgeräten
- Die Fluoreszenz wird mit langwelligem UVA-Licht (~366 nm Wellenlänge) angeregt.
- Die Phosphoreszenz wird mit kurzwelligen UVC-Licht (~254 nm Wellenlänge) angeregt, welche nach der Anregung nachleuchtet.

### Philatelie

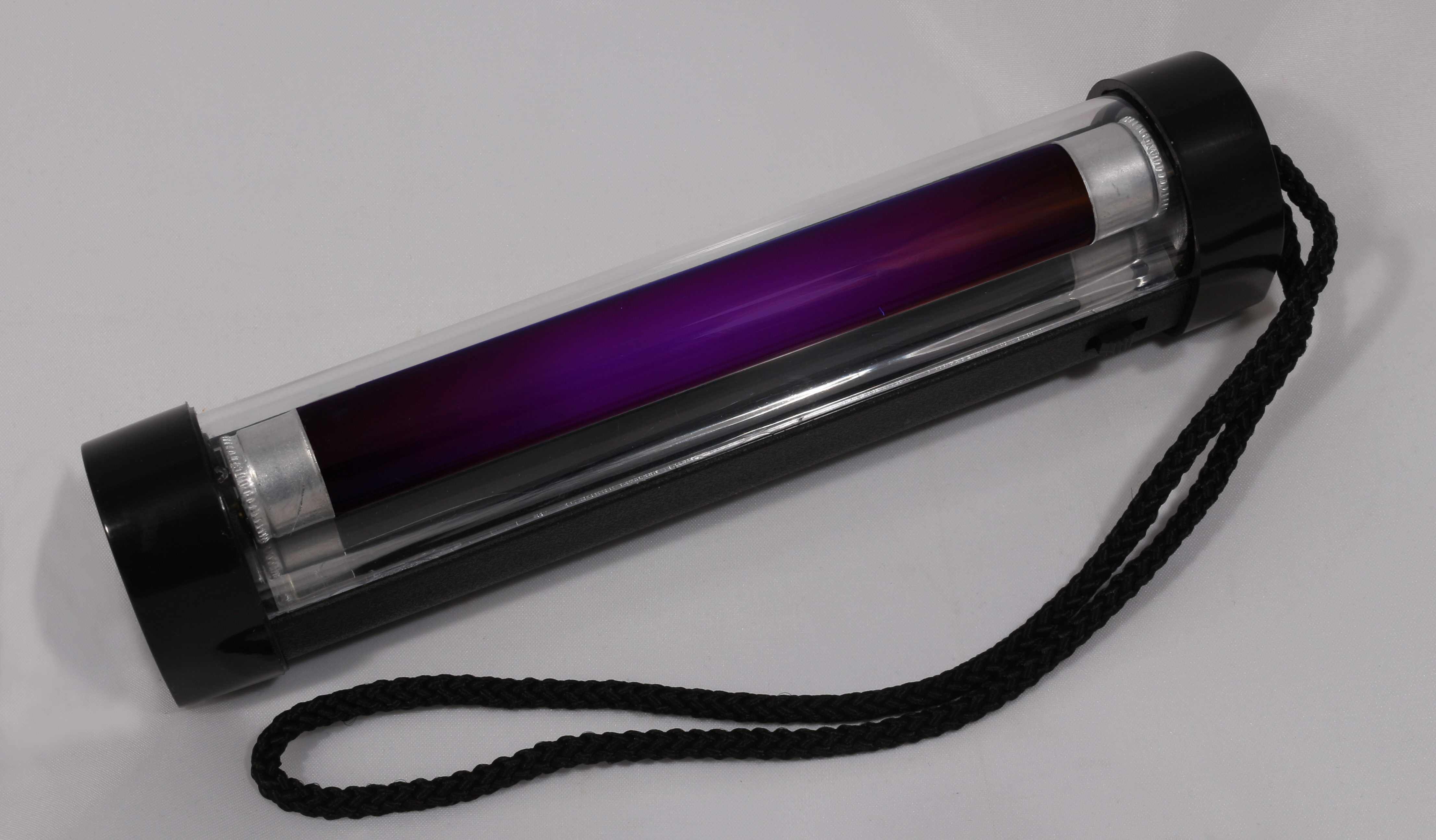
UV-Prüflampe für Briefmarken

Als Prüfmittel in der Philatelie wird ein UV-Prüfgerät verwendet zum Erkennen von
- „Fälschungen zum Schaden der Sammler“ (Ausbesserungsarbeiten am philatelistischen Material)
- „Fälschungen zum Schaden der Post“ (andersartige Fluoreszenz – Fälschungsversuche)
- verschiedenen Ausgabevarianten und optische Aufheller und
- zerstörten Fluoreszenzen durch Weichmacher.